# 1988年8月逝世人物列表
1988年逝世人物列表：1月 - 2月 - 3月 - 4月 - 5月 - 6月 - 7月 - 8月 - 9月 - 10月 - 11月 - 12月
1988年8月逝世人物列表，是用於匯總1988年8月期間逝世人物的列表。

## 依日期排序

### 1日
- 奧維爾·卡萊爾，71歲，美國火箭發動機模型的發明者。
- Red Coffey，65歲，美國配音演員和喜劇演員（猫和老鼠）。
- 約翰·迪爾登，80歲，美國羅馬天主教紅衣主教，底特律大主教，胰腺癌。[1]
- 弗洛倫斯·埃爾德裡奇（Florence Eldridge），86歲，美國女演員（長夜漫漫）。[2]
- 吉本伊信，72歲，日本商人，淨土真宗僧侶。
- 金容基（Kim Yong-ki），79歲，韓國土地運動領袖。
- 謝爾登·金瑟（Sheldon Kinser），45歲，美國賽車手，癌症。[3]
- John F. Laboon，67歲，美國海軍軍官和羅馬天主教牧師。[4]
- 史蒂夫·米爾斯，34歲，英格蘭足球運動員（南安普頓），白血病。[5]
- 格特魯德·韋爾克（Gertrude Welcker），92歲，德國舞臺和無聲銀幕女演員（灰屋編年史、賭徒馬布斯博士）。[6]

### 2日
- 傑克·佈雷斯林（Jack Breslin），68歲，美國大學行政人員（密西根州立大學）。[7]
- Joe Carcione，美國消費者宣導者，“綠色雜貨商”，腸癌。[8]
- 瑞蒙·卡佛（Raymond Carver），50歲，美國短篇小說作家（《當我們談論愛時我們談論什麼》（What We Talk About When We Talk About Love）、《大教堂》（Cathedral）），肺癌。[9]
- Nityanand Kanungo，88歲，印度政治家，比哈爾邦邦和古吉拉特邦州長。
- Nada Klaić，68歲，克羅埃西亞歷史學家。
- 何塞·馬格里尼亞，70歲，古巴國際足球運動員。

### 3日
- Lillian Bilocca，59歲，英國漁業工人，以提高漁業安全性而聞名，患有腹膜癌。[10]
- 坎貝爾·科普林，87歲，英國和澳大利亞演員。
- 塔克·麥奎爾（Tucker McGuire），75歲，美國出生的英國電影和電視女演員。[11]
- Krishnaswami Ramiah，96歲，印度農業科學家和遺傳學家，國際稻米研究所所長。
- 維克·沃特森，90歲，英格蘭國際足球運動員（英格蘭西漢姆聯）。[12]

### 4日
- 艾倫·阿代爾，90歲，英國陸軍上將。[13]
- 布萊恩·布拉克（Brian Brake），61歲，紐西蘭攝影師，心臟病發作。[14]
- 理查·萊普拉，74歲，納粹德國戰鬥機王牌。[15]
- 喬治·科米·米爾斯-奧多伊（George Commey Mills-Odoi），72歲，迦納法官兼總檢察長。[16]
- 喬·范德勒（Joe Vandeleur），84歲，盎格魯-愛爾蘭英國陸軍軍官。[17]
- 哈利·李·沃特菲尔德，77歲，美國政治家，肯塔基州副州長。[18]

### 5日
- 詹姆斯·德弗勒，85歲，美國海軍陸戰隊將軍，美國眾議院議員，肺炎。
- 科林·希金斯（Colin Higgins），47歲，法裔澳大利亞裔美國編劇、演員、導演和製片人，愛滋病患者。[19]
- 阿裡夫·海珊·海珊（Arif Hussain Hussaini），41歲，印度-巴基斯坦革命領袖，被暗殺。[20]
- 詹姆斯·M·馬斯特斯（James M. Masters Sr.），77歲，美國海軍陸戰隊將軍。[21]
- 拉爾夫·米克爾（Ralph Meeker），67歲，美國電影、舞臺和電視演員（死吻（Kiss Me Deadly）、光榮之路（Paths of Glory）），心臟病發作。[22]
- 吉爾·諾斯，72歲，英國偵探小說作家（Cluff）。

### 6日
- 約翰·賓漢姆，79歲，英國驚悚小說家，偵探和間諜小說家（我的名字叫邁克爾·西布利），軍情五處間諜。
- 詹姆斯·赫維·詹森（James Hervey Johnson），87歲，美國無神論者，真理探索者（The Truth Seeker）的作家和編輯，白人至上主義者，心臟病發作。
- 阿纳托利·列夫琴科，47歲，蘇聯宇航員，腦瘤。[23]
- 弗朗西斯·龐格，89歲，法國散文家和詩人。[24]
- J. Skelly Wright，77歲，美國巡迴法官，前列腺癌。[25]

### 7日
- David L. Hoggan，65歲，美國作家，新納粹反猶太主義者，心臟病發作。[26]
- 威爾弗雷德·傑克遜，82歲，美國動畫師（米老鼠、愚蠢交響曲）。[27]
- 大衛·斯金納二世（David E. Skinner II），67-68歲，美國航運繼承人，太空針塔和西雅图海鹰的擁有者，癌症。[28]

### 8日
- Alan Ameche，55歲，美國NFL球員（印第安纳波利斯小马），心臟病發作。[29]
- Kid Chocolate，78歲，古巴拳擊手，世界青年羽量級冠軍。[30]
- George Estregan，49歲，菲律賓電影演員。[31]
- 亨利·弗雷奈（Henri Frenay），82歲，法國軍官和法國抵抗運動成員。[32]
- William Kininmonth，83歲，蘇格蘭建築師。[33]
- Félix Leclerc，82歲，加拿大創作歌手，心臟病發作。[34]
- 刘良模，78歲，中國音樂家和基督教領袖。
- 艾倫·納皮爾，85 歲，英國演員（蝙蝠俠），肺炎。[35]
- 多米尼克·塞爾文蒂（Dominic Serventy），84歲，澳大利亞鳥類學家，澳大利亞皇家鳥類學家聯盟主席。[36]

### 9日
- 伍德羅·亞當斯，71歲，美國吉他手和口琴演奏家。
- 吉米·菲德勒（Jimmie Fidler），89歲，美國專欄作家、記者和廣播電視名人。[37]
- M. Carl Holman，69歲，美國民權宣導者（民權委員會），癌症。[38]
- 賈辛托·塞爾西（Giacinto Scelsi），83歲，義大利作曲家，腦出血。[39]
- Ramón Valdés，63歲，墨西哥演員和喜劇演員，患有胃癌。[40]

### 10日
- 阿努尔福·阿里亚斯·马德里，86歲，巴拿馬政治家，巴拿馬總統，心臟病發作。[41]
- 安托萬·布蘭查德（Antoine Blanchard），77歲，法國畫家。[42]
- Jean Brachet，79歲，比利時生物化學家。[43]
- Gerd Grieg，93歲，挪威女演員。[44]
- 本尼·詹森（Benny Johnson），40歲，美國NFL橄欖球運動員（休斯頓油人隊），心臟病發作。[45]
- 吉多·曼納里（Guido Mannari），43歲，義大利演員（《駕駛座》），心臟病發作。
- 哈夫齊·內拉（Havzi Nela），54歲，阿爾巴尼亞詩人，被處決。[46]
- 阿德拉·羅傑斯·聖約翰斯，94歲，美國記者、小說家和編劇。[47]
- Paul Thek，54歲，美國畫家和雕塑家，愛滋病。[48]

### 11日
- Nellikode Bhaskaran，64歲，印度演員（Sarapancharam）。
- 阿爾弗雷德·凱爾巴薩，63歲，德國國腳（STV Horst-Emscher，多特蒙德，西德）。[49]
- Pauline Lafont，25歲，法國女演員，遠足事故。[50]
- K. Avukader Kutty Naha，68歲，印度政治家，喀拉拉邦副首席部長。[51]
- Jean-Pierre Ponnelle，56歲，法國歌劇導演，跌倒后肺栓塞。[52]
- 安妮·拉姆齊，59歲，美國女演員（《七宝奇谋》、《谋害老妈》），癌症。[53]
- 傑克·雷根，75歲，澳式足球運動員（哥寧伍澳式足球會）。[54]

### 12日
- 尚-米榭·巴斯奇亞（Jean-Michel Basquiat），27歲，美國藝術家（好萊塢非洲人），海洛因過量。[55]
- Bhakti Rakshak Sridhar，92歲，印度大師、作家和精神領袖。

### 13日
- 梅爾·阿爾馬達，75歲，墨西哥職業棒球大聯盟球員（波士頓紅襪）。[56]
- Fred Below，61歲，美國藍調鼓手，肝癌。
- 基思·漢考克（Keith Hancock），90歲，澳大利亞歷史學家和學者。[57]
- 馬丁·海林格（Martin Hellinger），84歲，納粹德國牙醫，負責去除拉文斯布呂克（Ravensbrück）集中營屍體上的金子填充物。
- Thomas Henty，32歲，英國演員，血友病。
- 約翰·溫德爾·霍姆斯，78歲，加拿大外交官，加拿大駐聯合國代表。[58]
- Gajanan Jagirdar，81歲，印度電影導演、編劇和演員，心臟病發作。[59]
- 佩吉·曼恩（Peggy Mann），69歲，美國大樂隊歌手。[60]
- 奧托·帕斯曼，88歲，美國政治家，美國眾議院議員。[61]
- William H. Phelps Jr.，85歲，委內瑞拉鳥類學家和商人。[62]
- Pydimarri Venkata Subba Rao，72歲，印度作家，印度國家誓言的作者。[63]
- 泰諾·素，21歲，牙買加舞廳歌手，肇事逃逸事故。
- Gordon H. Scherer，81歲，美國律師和政治家，美國眾議院議員。[64]
- 愛德華·貝內特·威廉姆斯，68歲，美國律師和商人，威廉姆斯和康諾利的聯合創始人，結腸癌。[65]

### 14日
- 羅伊·布坎南（Roy Buchanan），48歲，美國吉他手和藍調音樂家，上吊自殺。[66]
- 羅伯特·卡爾弗特，43歲，南非出生的英國作家、詩人和音樂家，心臟病發作。[67]
- 邁克爾·克勞德，54歲，英國歷史學家和作家。[68]
- 恩佐·法拉利，90歲，義大利賽車手和汽車製造商，白血病。[69]
- 久高政祺幸利，81歲，日本少年劍術空手道創始人。
- Kailas Nath Wanchoo，85歲，印度首席大法官。[70]
- Monroe Wheeler，89歲，美國出版商和博物館協調員（現代藝術博物館），中風。[71]

### 15日
- 巴里·賓厄姆（Barry Bingham Sr.），82歲，肯塔基州路易斯維爾的美國媒體族長，腦瘤。[72]
- 魯迪·柯林斯（Rudy Collins），54歲，美國爵士鼓手。
- 韓德勤，95歲，中國國民革命軍將領。[73]
- 羅納德·斯坦（Ronald Stein），58歲，美國電影作曲家，胰腺癌。
- 漢斯·海因茨·斯塔肯施密特，86歲，德國作曲家、音樂學家、音樂史學家和評論家。[74]
- 哈特曼·特恩博，83歲，密西西比州農民，民權運動期間的演說家和活動家。[75]

### 16日
- 拉沙德·巴爾馬達（Rashad Barmada），74-75歲，敘利亞政治家，敘利亞副總理。
- 斯莫基·哈恩加拉（Smokey Haangala），38歲，尚比亞詩人和作曲家。[76]
- 赫伯特·帕加尼，44歲，義大利藝術家和音樂家，白血病。

### 17日
- Jack Cutting，80歲，美國華特迪士尼動畫工作室（Walt Disney Animation Studios）的國際內容主管和動畫師。[77]
- 尼諾·弗蘭克（Nino Frank），84歲，出生於義大利的法國影評人和作家創造了“黑色電影”一詞。
- Bruno Mathsson，81歲，瑞典建築師和傢具設計師。
- Connie Meijer，25歲，荷蘭自行車手，心臟病發作。[78]
- 阿赫塔尔·阿卜杜勒·拉赫曼（Akhtar Abdur Rahman），64歲，巴基斯坦陸軍上將，飛機失事。[79]
- 阿諾德·路易斯·拉佩爾，45歲，美國外交官，美國駐巴基斯坦大使，飛機失事。[80]
- 小富兰克林·德拉诺·罗斯福，74歲，美國律師和政治家，美國眾議院議員，肺癌。[81]
- 西迪克·薩利克（Siddique Salik），52歲，巴基斯坦軍官，飛機失事。[82]
- Victoria Shaw，53歲，澳大利亞影視女演員，肺氣腫。[83]
- 撒母耳·西爾金（Samuel Silkin），70歲，英國政治家，英格蘭和威爾士總檢察長。[84]
- Jack Straus，58歲，美國職業撲克玩家，主動脈瘤。[85]
- 穆罕默德·齐亚·哈克，64歲，巴基斯坦軍官，巴基斯坦總統，飛機失事。[86]

### 18日
- 弗雷德里克·阿什顿，83歲，英國芭蕾舞演員和編舞（交響變奏曲，Ondine）。[87]
- 費利克斯·瑪麗亞·達維德克（Felix Maria Davídek），67歲，捷克斯洛伐克羅馬天主教主教。[88]
- Li Gotami Govinda，92歲，印度畫家、作家和作曲家。[89]
- 井上青龍，56-57歲，日本攝影師。
- 加里·利特爾（Gary Little），49歲，美國法官，性虐待指控的焦點，自殺。[90]
- 邁克爾·佩林（Michael Perrin），82歲，加拿大出生的英國科學家，指導了英國第一個原子彈計劃。[91]
- 潔西嘉·鮑爾斯（Jessica Powers），83歲，美國詩人和修女，中風。[92]
- 恩斯特·西蒙（Ernst Simon），88歲，德國教育家和宗教哲學家。

### 19日
- 派翠克·唐納（Patrick Donner），83歲，英國國會議員。[93]
- 唐·哈格蒂，74歲，美國演員（懷亞特·厄普的生平與傳奇、硫磺島浴血戰）。[94]
- 傑羅姆·澤爾貝（Jerome Zerbe），84歲，美國攝影師。[95]

### 20日
- Jean-Paul Aron，63歲，法國作家和記者，愛滋病。[96]
- 萊昂·麥考利夫（Leon McAuliffe），71歲，美國西部搖擺吉他手。[97]
- 瓊·羅賓遜（Joan G. Robinson），78歲，英國作家和兒童讀物插畫家（回憶中的瑪妮）。
- Lazarus Salii，51歲，帛琉政治家，帛琉總統，槍擊自殺。[98]

### 21日
- H.G.阿德勒，78歲，捷克斯洛伐克-英國詩人和小說家，大屠殺倖存者，心力衰竭。[99]
- 泰迪·迪亞茲（Teddy Diaz），25歲，菲律賓音樂家和作曲家（黎明），被謀殺。
- Ray Eames，78歲，美國藝術家和設計師。[100]
- 克裡斯·吉廷斯，86歲，英國演員（弓箭手）。[101]
- 斯圖爾特·利里，55歲，南非足球運動員（查爾頓競技）和一流板球運動員，自殺。[102]
- 傑瑞·沃倫（Jerry Warren），63歲，美國電影導演、編劇和演員（少年殭屍），腦癌。

### 22日
- Rejhan Demirdžić，61歲，喜劇二人組Momo和Uzeir的波士尼亞一半。[103]

### 23日
- 傑拉爾德·德雷森·亞當斯（Gerald Drayson Adams），88歲，加拿大裔美國企業高管和電影編劇（航位推測法、大偷竊）。
- 嘉樂庇，76歲，葡萄牙陸軍準將，澳門總督。
- C. Desmond Greaves，74歲，英國馬克思主義活動家和歷史學家。[104]
- 勞德·漢弗萊斯（Laud Humphreys），57歲，美國社會學家和聖公會牧師，肺癌。[105]
- 約瑟夫·克萊爾（Josef Klehr），83歲，德國納粹黨衛軍上校，納粹集中營主管。
- 漢斯·萊維，83歲，普魯士出生的美國數學家（偏微分方程），白血病。[106]
- 梅諾蒂·德爾·皮基亞（Menotti Del Picchia），96歲，巴西詩人、記者和畫家。
- 傑克·謝爾，75歲，美國報紙專欄作家和電影作家（再見，襤褸安），呼吸和心臟問題。[107]
- 羅伯特·沃爾科特，78歲，美國歷史學家。[108]

### 24日
- C. Chhunga，72歲，印度政治家，米佐拉姆邦首席部長。
- 倫納德·弗雷（Leonard Frey），49歲，美國演員（屋頂上的提琴手），愛滋病。[109]
- 肯尼斯·萊頓（Kenneth Leighton），58歲，英國作曲家和鋼琴家，食道癌。
- 阿布·賈法爾·沙姆蘇丁，77歲，孟加拉國作家。
- 納特·斯塔基（Nat Stuckey），54歲，美國鄉村歌手（Sweet Thang），肺癌。[110]

### 25日
- 卡齊爾，82歲，波蘭出生的藝術家。
- 普萊斯·丹尼爾，77歲，美國法學家和政治家，德克薩斯州州長，中風。[111]
- Françoise Dolto，79歲，法國兒科醫生和精神分析師，肺纖維化。[112]
- 珀西·福爾曼，86歲，美國刑事辯護律師（詹姆斯·厄尔·雷），心臟驟停。[113]
- 亨利·約瑟夫·加拉格爾（Henry Joseph Gallagher），73歲，朝鮮戰爭中的英國士兵（傑出行為獎章）。
- 吉米·劳埃德（Jimmy Lloyd），69歲，美國演員（獵犬（The Sea Hound））。
- Irving Mansfield，80歲，美國製片人，公關人員和作家，心臟病發作。[114]
- 阿特·魯尼，87歲，匹兹堡钢人NFL隊的美國老闆，中風。[115]

### 26日
- Donald De Lue，90歲，美國雕塑家（Harvey S. Firestone Memorial）。[116]
- Oscar Marzaroli，55歲，義大利出生的蘇格蘭攝影師，癌症。[117]
- Carlos Paião，30歲，葡萄牙歌手和詞曲作者，車禍。[118]
- 弗雷德·皮爾特（Fred Peart），74歲，英國政治家，上議院和下議院領袖。[119]
- 米爾頓·斯珀林，76歲，美國電影製片人和編劇，美國影業公司老闆，癌症。[120]

### 27日
- Lala Aragami，65歲，印度詩人。
- Jinavajiralongkorn，91歲，泰國最高宗主教。
- Max Black，79歲，亞塞拜然-英國-美國語言，數學，科學和藝術哲學家，心臟併發症。[121]
- 查理斯·法瑞爾，88歲，愛爾蘭舞臺、電影和電視演員。
- 岡瑟·馮·弗裡奇（Gunther von Fritsch），82歲，奧匈帝國出生的美國電影導演（貓人的詛咒），中風。[122]
- 愛琳·希金博瑟姆，70歲，美國詞曲作者和音樂會鋼琴家（Good Morning Heartache）。[123]
- 傑克·凱恩（Jack Kane），80歲，澳大利亞參議員。
- John Lie，77歲，印尼海軍少將，中風。
- 馬里奧·蒙特內格羅，60歲，菲律賓電影演員，心臟病發作。
- 約翰·里奧丹，85歲，美國數學家和作家（组合数学），阿爾茨海默病。[124]
- William Sargant，81歲，英國精神病學家（電休克療法）。[125]
- Costas Taktsis，60歲，希臘作家，被謀殺。[126]
- 本傑明·威利斯（Benjamin Willis），86歲，美國教育家和學校行政人員，心臟病發作。[127]

### 28日
- Hazel Dawn，98歲，美國女演員（《粉紅佳人》）。[128]
- 保羅·格萊斯（Paul Grice），75歲，英國語言哲學家。[129]
- Guy Hocquenghem，41歲，法國作家和哲學家，愛滋病患者。[130]
- Jean Marchand，69歲，加拿大工會會員和政治家，國會議員，加拿大國務卿。[131]
- Max Shulman，69歲，美國作家和幽默家（Dobie Gillis），骨癌。[132]

### 29日
- David A. Hargrave，42歲，美國遊戲設計師，奇幻和科幻角色扮演遊戲作家。
- 霍勒斯·亨德森（Horace Henderson），83歲，美國爵士鋼琴家、管風琴家和樂隊領隊。[133]
- 威爾弗雷德·詹森，52歲，美國黑幫分子，被謀殺。[134]
- Algirdas Klimaitis，77-78歲，立陶宛准軍事指揮官，反猶太主義者（考那斯反猶騷亂）。
- 米科拉·盧卡什（Mykola Lukash），68歲，烏克蘭文學翻譯家。
- 刘光武，40歲，越南劇作家和詩人，交通事故。[135]
- Abuna Takla Haymanot，70歲，埃塞俄比亞正統合性教會的衣索比亞宗主教。[136]
- Xuân Quỳnh，45歲，越南詩人，車禍。[137]

### 30日
- 詹姆斯·N·布萊克（James N. Black），48歲，美國爵士鼓手。[138]
- Eren Eyüboğlu，75歲，羅馬尼亞出生的土耳其藝術家。[139]
- 尼古拉·費菲洛夫，42歲，蘇聯連環殺手，在監獄中被毆打致死。[140]
- 傑克·馬歇爾，76歲，紐西蘭政治家，紐西蘭總理。[141]
- 海倫努斯·米爾莫（Helenus Milmo），80歲，英國愛爾蘭律師，高等法院法官。[142]
- 列奧尼達斯·普羅阿尼奧（Leonidas Proaño），78歲，厄瓜多主教，里奧班巴主教。[143]

### 31日
- Grace Eldering，87歲，美國公共衛生科學家（百日咳疫苗）。[144]
- 林·賈爾達蒂（Lin Jaldati），75歲，荷蘭出生，現居東德的歌手，大屠殺倖存者。[145]
- 瓦西里·姆扎瓦纳泽，85歲，喬治亞蘇維埃政治家，喬治亞共產黨第一書記。[146]

### 日期不詳
- Surat Alley，82-83歲，印度工會會員和英國政治活動家。